# Эфтим II
Папа Эфтим II (тур. Papa Eftim II, греч. Παπα-Ευθύμ Β΄, в миру Тургут Эренерол, тур. Turgut Erenerol, при рождении Йоргос Карахисаридис, греч. Γιώργος Καραχισαρίδης, тур. Yiorghos Karahisaridis; 1920, Анкара, вилайет Анкара — 9 мая 1991, Стамбул) — 2-й предстоятель неканонической Турецкой православной церкви. Старший сын Эфтима I и брат Эфтима III, турецкий националист.

## Биография
Родился в 1920 году в Анкаре.
Получил медицинское образование в Стамбульском университете и работал по специальности. В 1962 году сменил своего отца Эфтима I в качестве предстоятеля Турецкой православной церкви.
Скончался 9 мая 1991 года в Стамбуле.